# Oxychilus albuferensis
Oxychilus albuferensis es una especie de molusco gasterópodo pulmonado de la familia Oxychilidae.

## Distribución geográfica
Es endémica del noreste de Mallorca (España).  